# Галерея Елены Врублевской
Галерея Елены Врублевской — московская выставочная площадка, ориентированная на культурные традиции Востока. Основана в 1999 году. Владелец и директор — Елена Врублевская. Галерея участвует в международных ярмарках, таких как «Art-Forum Berlin», «The Armory Photography Show» (New-York), «Арт-Москва». Ряд проектов галереи был реализован в сотрудничестве с Тибетским Домом в Москве. В галерее проходили моноспектакли Владимира Епифанцева, ритуальный перформанс Веры Сажиной, концерт тибетской музыки в исполнении группы «Purba», выступление театра буто-танца Odd Dance, концерты-перформансы группы «Гроздья Виноградовы», концерты Ольги Арефьевой, Сайнхо Намчылак.

## Художники
- Ананта Даса
- Аллан Ранну
- Наталья Заровная
- Екатерина Рожкова
- Андрей Сидерский
- Сергей Филатов
- Ольга Полесовщикова
- Алексей Тегин
- Герман Виноградов

## Избранные выставки
- 2011 год — Оберто Айрауди (Фалько), «Таро. Алхимия Даманхура»[1]
- 2010 год — Алекс Грей, «Трансфигурации. Визионерское искусство»[2]
- 2010 год — Сайнхо Намчылак, «Звуки Верхнего Мира»[3]
- 2009 год — Герман Виноградов, «Introspection Black & White (1978—2008)»[4]
- 2008 год — Александр Васильев («Сплин»), «Живопись»[5]
- 2008 год — Наталья Заровная, «Архитектура»[6]
- 2007 год — Андрей Сидерский, «Геометрия Просветления»[7]
- 2007 год — Ольга Полесовщикова, «Три Качества Фотографии»[8]
- 2007 год — Борис Гребенщиков, «Инфра Петербург»[9]
- 2007 год — Ананта Даса, «Я Индус»[10]
- 2006 год — Владимир Уризченко, персональная выставка[11]
- 2006 год — Герман Виноградов, «Трансформация: Крусиляси!!!»[12]
- 2005 год — Андрей Красулин, персональная выставка[13]
- 2004 год — Ричард Гир, «Паломник»[14]
- 2003 год — Алексей Тегин, Вильям Стин «Рождение»
- 2002 год — Марти Сент-Джеймс, Святослав Пономарев, «Путешествие»
- 2001 год — Владимир Карчин, «Метаморфозы Плоти»
- 2000 год — Святослав Пономарев, «Возможность трансформации»